# إليزابيث سيمور، ليدي كرومويل
إليزابيث سيمور (بالإنجليزية: Elizabeth Seymour) (نحو عام 1518 - 19 مارس 1568) كانت الابنة الصغرى للسير جون سيمور من أقطاعية وولفهول، بمقاطعة ويلتشاير ومارجري وينتورث. عملت إليزابيث وشقيقتها جين ضمن حاشية الملكة آن بولين، الزوجة الثانية لهنري الثامن. برزت عائلة سيمور بعد أن بدأ اهتمام الملك يتجه إلى جين. اتُهمت آن بولين بالخيانة والزنا، في مايو 1536، وأُعدمت في وقت لاحق. تزوج هنري الثامن وجين في 30 مايو 1536، بعد أحد عشر يومًا من إعدام آن. لم تكن إليزابيث ضمن حاشية أختها الملكة جين خلال فترة حكمها القصيرة، على الرغم من أنها خدمت ضمن حاشية اثنتين من زوجات هنري الثامن اللاحقات، وهما آن أوف كليفز وكاثرين هوارد. توفيت جين في 24 أكتوبر 1537، بعد اثني عشر يومًا من ولادة ابن يتمتع بصحة جيدة، هو إدوارد السادس.
عاشت إليزابيث تحت حكم أربعة من ملوك تيودور (لم يكن منهم ليدي جين غراي) وتزوجت ثلاث مرات. تزوجت من السير أنتوني أوغتريد، حاكم جزيرة جيرسي، قبل حلول يوليو 1530، والذي توفي عام 1534. ثم تزوجت من جريجوري كرومويل، بارون كرومويل الأول، وابن توماس كرومويل، رئيس وزراء هنري الثامن في عام 1537؛ تُوفي غريغوري عام 1551. ثم تزوجت من زوجها الثالث والأخير، السير جون بوليت، الذي أصبح فيما بعد اللورد سانت جون، ابن ويليام بوليت، ماركيز وينشستر الأول عام 1554.

## نشأتها
وُلدت إليزابيث سيمور حوالي عام 1518، على الأرجح في أقطاعية وولفهول. تُظهر رسائلها إلى توماس كرومويل وهنري الثامن أنها كانت تتميز بالذكاء والفطنة. كما كانت ماهرة في أعمال التطريز. لعبت إليزابيث دورًا قصيرًا ولكن بارزًا في فترة الثلاثينيات والأربعينيات من القرن السادس عشر، أثناء صعود والد زوجها، توماس كرومويل، وشقيقها إدوارد إلى السلطة. خدمت إليزابيث وشقيقتها جين من بين حاشية الملكة آن بولين، ابنة عمهما الثانية. تزوجت ثلاث مرات، وأنجبت سبعة أطفال خلال أول زواجين لها. اشتُهرت بأنها زوجة غريغوري كرومويل.

## زواجها الأول
تزوجت إليزابيث، قبل حلول يوليو 1530، من السير أنتوني أوغتريد، من كيكسبي، يوركشاير، وكانت زوجته الثانية.
أنجب الزوجان طفلين، هما:
السير هنري أوغتريد (حوالي 1533/4 - 1599)، وُلد في قلعة مونت أورجيل، في جيرسي، تزوج إليزابيث، ابنة جون بوليت، لورد سانت جون وزوجته الأولى إليزابيث ويلوغبي. وقد كانت إليزابيث بوليت أرملة السير ويليام كورتيناي، الذي اتخذها زوجة ثانية – فيما يبدو - بعد وفاة زوجته عام 1576.
مارجري أوغتريد، (حوالي عام 1535 -؟)، تزوجت من ويليام هنغيت من قرية برنبي، يوركشاير.
منح هنري الثامن، في يناير 1531، الزوجين أقطاعية ليبينجتون وكيكسبي (بمقاطعة يوركشاير)، التي كان الكاردينال توماس وولسي يملكها سابقًا. ساعدت مكانة إليزابيث المرموقة في البلاط الملكي - في خدمة آن بولين - في دعم مصالح زوجها. فعندما عُين السير أنتوني أوغتريد المؤيد لبولين، في أغسطس 1532، قائدًا وحاكمًا لجزيرة جيرسي، كان من المؤكد أن ذلك بسبب نفوذ آن بولين. خدم السير أنتوني في منصبه بامتياز، وبقي فيه حتى وفاته.
في يوم السبت 31 مايو 1533، كانت الليدي أوغتريد واحدة من السيدات والنساء النبيلات اللاتي حضرن على ظهور الخيل لمرافقة الملكة آن بولين في موكبها من برج لندن إلى قاعة وستمنستر.
تُوفي السير أنتوني أوغتريد في 6 أكتوبر 1534 في جزيرة جيرسي، ودُفن في كنيسة القديس جورج، في قلعة مونت أورجيل. عادت الأرملة الشابة إلى إنجلترا بعد وفاة زوجها لتخدم مولاتها وابنة عمها؛ الملكة آن بولين. وربما تكون ابنتها مارجري قد وُلدت في كيكسبي، يوركشاير في نفس العام. وبقي ابنها هنري البالغ من العمر عامًا واحدًا في الجزيرة لبعض الوقت، تحت رعاية هيلير دي كارتريت - مأمور جيرسي.